# Peeter Uuskyla
Peeter Uuskyla (* 6. August 1951 in Göteborg) ist ein schwedischer Jazz- und Improvisationsmusiker (Schlagzeug).

## Wirken
Uuskyla spielte Ende der 1970er Jahre im Duo mit dem Pianisten Peter Hansen. 1985 veröffentlichte er gemeinsam mit Per Anders Nilsson und Peter Janson bei Dragon das Album Volapyk; fast gleichzeitig erschien auf diesem Label das Album Now's the „Frippe“ Time mit der zuvor von der Kritik weitgehend ignorierten Gruppe Miljövårdsverket um die schwedische Freejazz-Legende Bengt Nordström (1936–2000), der er in den 1980er Jahren als Schlagzeuger angehörte. International trat Uuskyla erstmals als Mitglied eines großformatigen Workshop Ensemble hervor, das 1988 mit Cecil Taylor in Berlin auftrat (Legba Crossing, FMP). In den 1990er Jahren war er vor allem in den Gruppen von Biggi Vinkeloe aktiv (im Trio sowohl mit Barre Phillips als auch mit Peter Kowald).
Uuskyla ist am bekanntesten für seine Zusammenarbeit mit dem Saxophonisten Peter Brötzmann: Im Trio mit dem dänischen Bassisten Peter Friis Nielsen haben Brötzmann und Uuskyla mehrere Tonträger aufgenommen; neben vier Trioalben wie Noise of Wings (1999) gab es 2004 The North Quartet mit dem polnischen Saxophonisten Mikołaj Trzaska. 2006 spielten Uuskyla und Brötzmann das Doppelalbum Born Broke (Atavistic, 2008) ein; bis 2020 folgten drei weitere Alben dieses Duos: „Uuskylas Stil ist zackig, voller Wendungen und Drehungen. Brötzmann passt sich an, indem er auf seinen Sound der 1970er und 1980er Jahre zurückgreift.“
2014 hat Uuskyla mit Daydreaming Nerves beim Label Omlott ein von der Kritik positiv aufgenommenes Soloalbum veröffentlicht (zuvor erschien bereits 1997 Calling Everything Drawings ein erstes Soloalbum). 2015 wurden beim selben Label postume Aufnahmen mit Nordström unter Uuskylas Namen als Winged Body veröffentlicht. 2017 gründete er in Göteborg ein weiteres Trio mit Tellef Øgrim und Anders Berg, mit dem zunächst die Alben Ullr und Laiv erschienen, dann Aufnahmen im Quartett mit Harri Sjöström.

## Diskographische Hinweise
- Biggi Vinkeloe, Barre Phillips, Peeter Uuskyla: One Way Out (Slask Records 1998)
- Trzaska / Friis / Uuskyla: Unforgiven North (Kilogram Records 2004)
- Brötzmann / Uuskyla: Dead and Useless (Omlott 2014)
- Uuskyla, Ogrim, Berg w/ Per Anders Nilsson: Isn hi lagt sæ på Fjellvatna (Simlas 2020)
- Anders Berg / Peeter Uuskyla: Waitung for Moonshine (2023)